# Сільське господарство Білорусі

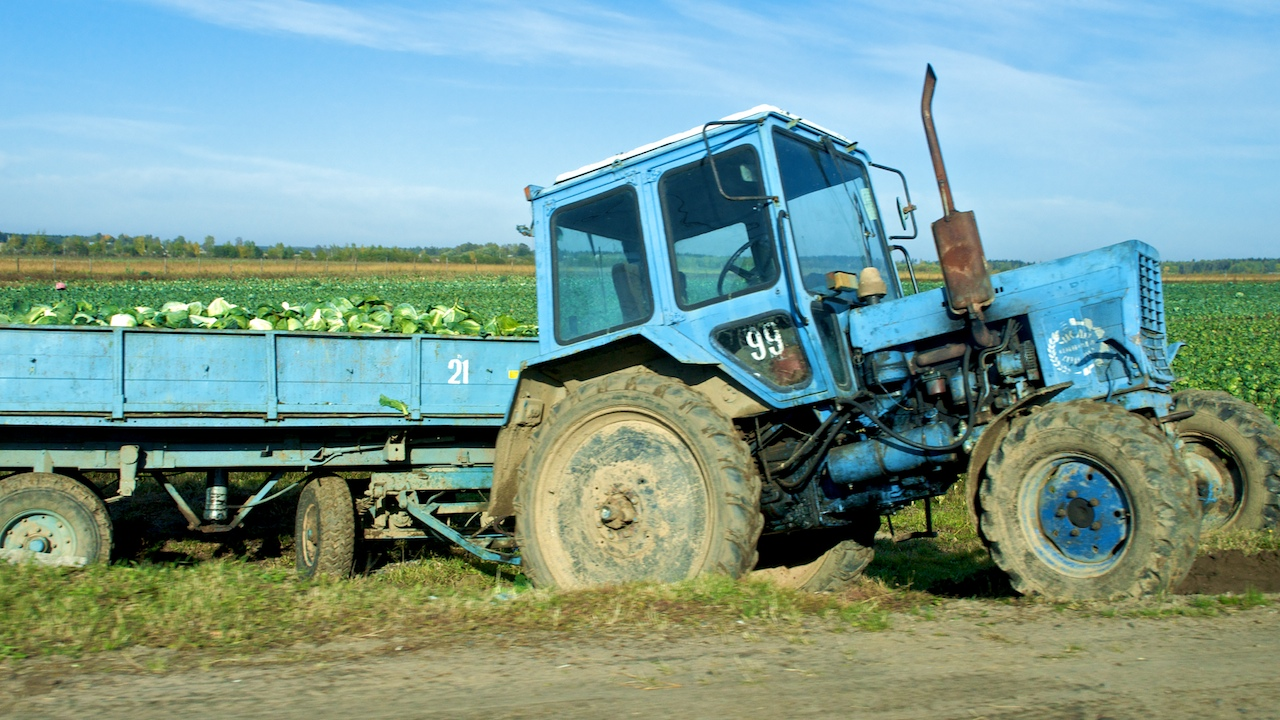
Трактор «Беларус» на капустяному полі.

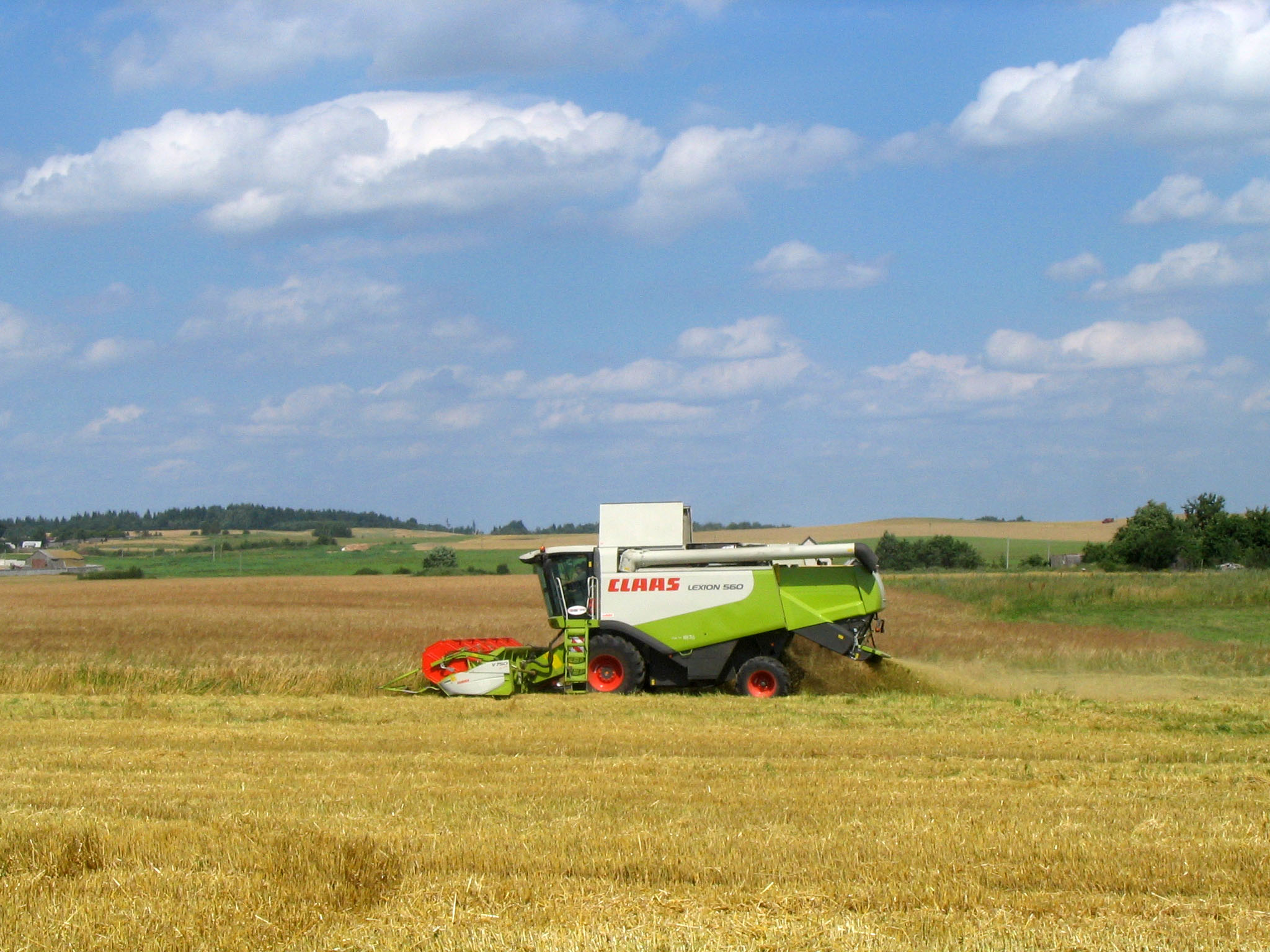
Зернозбиральний комбайн Claas-560

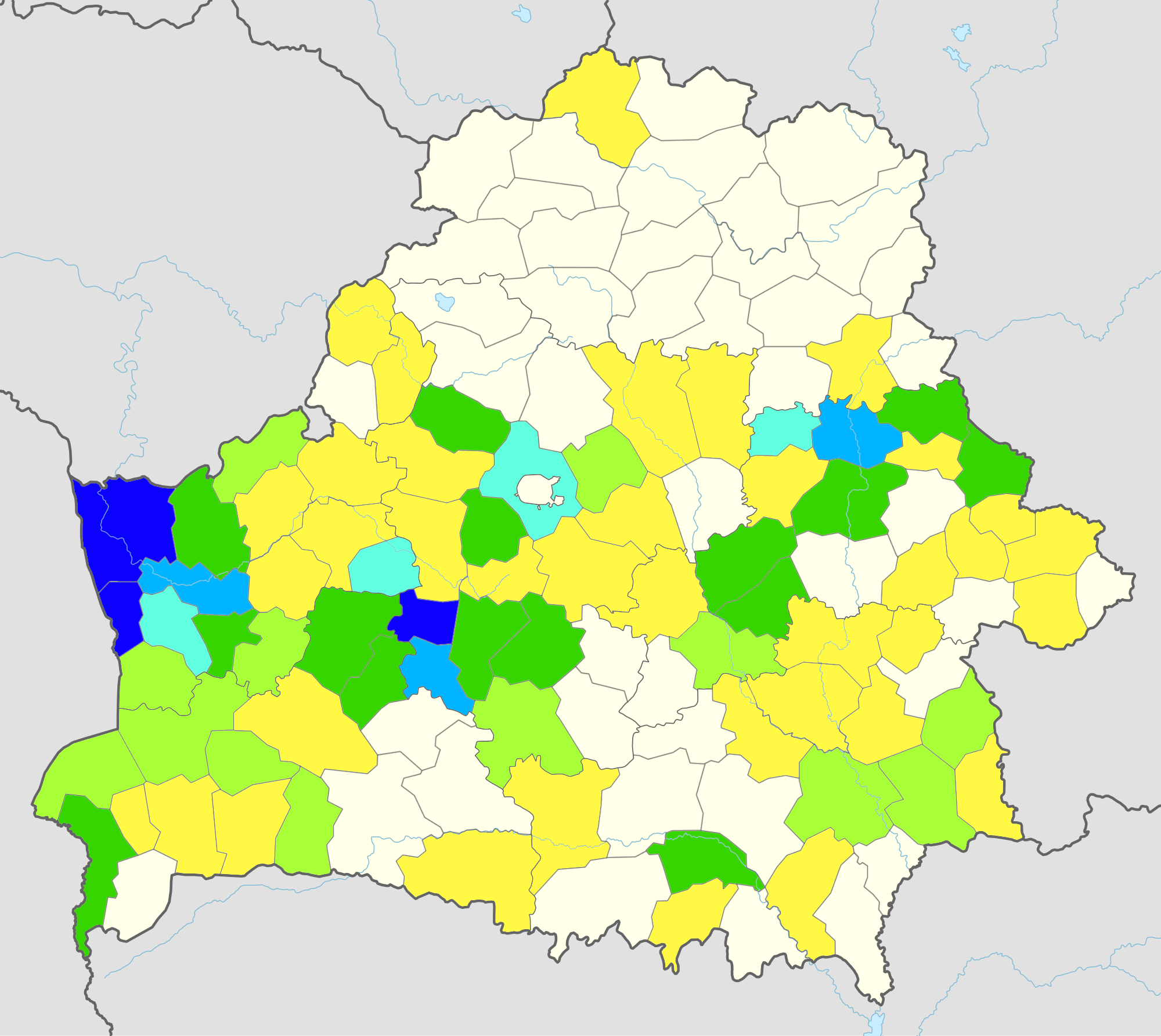
Середня врожайність зернових по районах Білорусі (2013).
>50 ц/га
45—50 ц/га
40—45 ц/га
35—40 ц/га
30—35 ц/га
25—30 ц/га
<25 ц/га

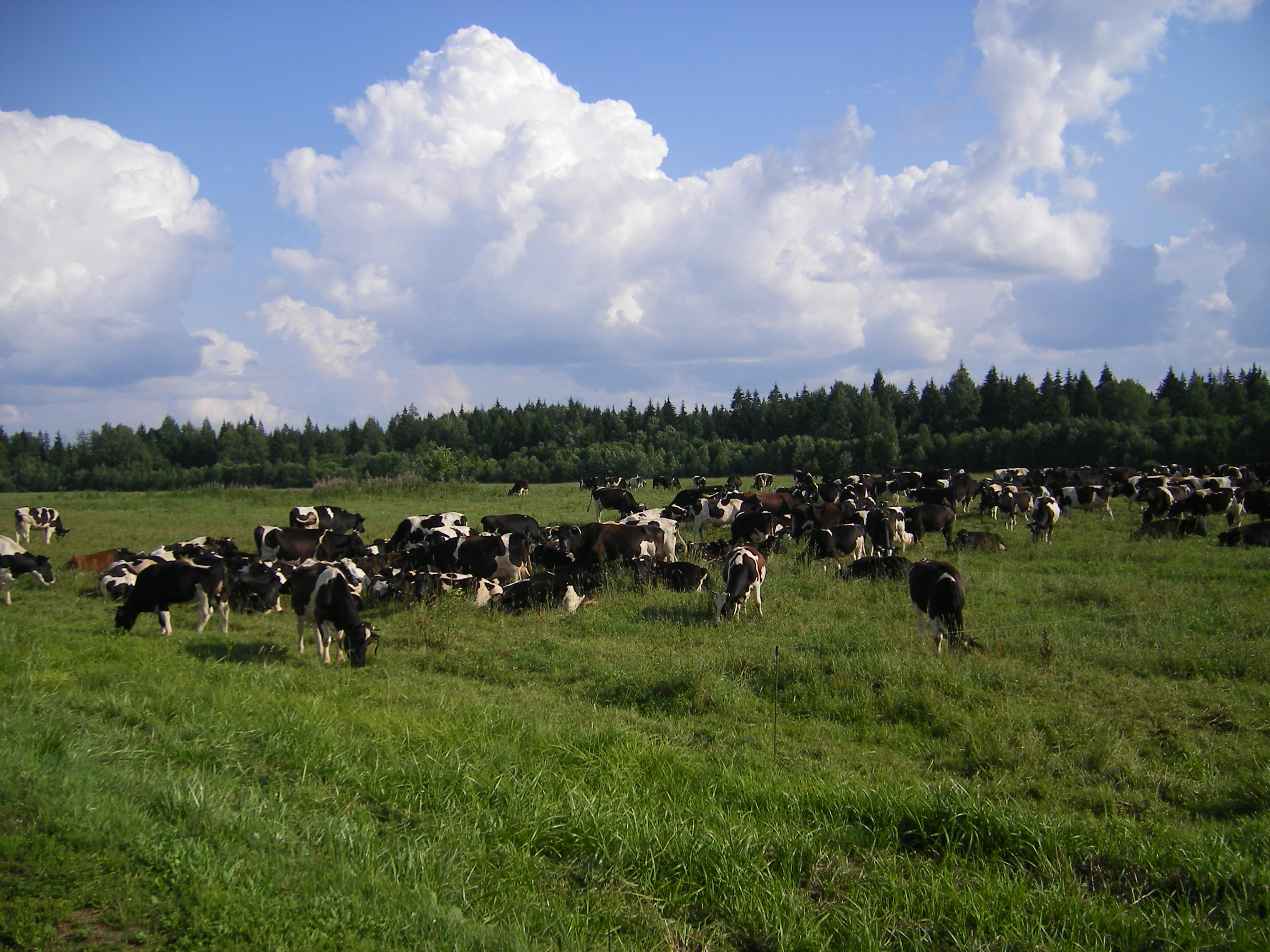
Корови на пасовищі. Шумлянський район.

Сільське господарство Білорусі — скорочуваний сектор білоруської економіки, важлива галузь, що забезпечує 7,5 % ВВП країни та 17,1 % інвестицій в основний капітал (2010). У сільському господарстві зайнято 9,7 % населення.

## Сучасний стан

### Основні показники
У 2010 р. сільське господарство забезпечило 7,5 % ВВП країни (12225 млрд рублів), у 2000 р. — 11,6 %. При цьому на сільське господарство в 2010 р. довелося 17,1 % всіх інвестицій в основний капітал (у 2022 р. — 6,8 %).
У 2010 р. в сільському господарстві зайнято 9,7 % населення країни (у 2000 р. — 14,1 %). Середня зарплата в сільському господарстві є найнижчою серед усіх галузей і становить 815200 рублів (2010; 67 % середньореспубліканського рівня).
Основу сільського господарства становлять колгоспи і радгоспи, в основному перейменовані і діючі на ринковій основі з активною державною підтримкою. На їх частку припадає 99,6 % виробництва льоноволокна, 98,6 % цукрових буряків, 93,6 % зерна, 86,8 % м'яса, 86,5 % молока, 67,7 % яєць, 12,9 % овочів, 11, 1 % картоплі, 7 % вовни. Господарства населення, які практично не користуються державною підтримкою (не рахуючи низьких перехресно-субсидованих тарифів на комунальні послуги), виробляють 88,7 % вовни, 86,9 % картоплі, 81 % овочів, 32,2 % яєць, 13,3 % молока, 12,7 % м'яса. Фермерські господарства (особисті господарства, оформлені, як юридичні особи) не грають великої ролі і виробляють 6,1 % овочів, 4,3 % вовни, 2 % картоплі, 1,4 % зерна та цукрових буряків, 0,5 % м'яса.
Сукупна площа сільськогосподарських земель на початок 2011 р. — 8897,5 тис. га (5510,5 тис. га — орні землі, 3240,6 тис. га — лугові землі). 16,4 % земель меліоровані. З 5510,5 тис. га орних земель 4698,2 тис. га перебувають у користуванні сільгоспорганізацій, 682,1 тис. га — у користуванні громадян (у 2001 р. — 1022 тис. га), з яких 640 тис. га відведено під особисті підсобні господарства, 31,6 тис. га — під дачі, 85,4 тис. га — у користуванні фермерських господарств.
У 2010 р. всіма господарствами країни вироблено сільськогосподарської продукції на 35,6 трлн рублів (у поточних цінах). 55,2 % становила продукція рослинництва, 44,8 % — тваринництва. Близько 2/3 продукції вироблено в сільгоспорганізаціях (менше половини сукупної продукції рослинництва, майже 90 % продукції тваринництва), близько 1/3 — в особистих господарствах населення, близько 1 % — у фермерських господарствах. Частка сільгоспорганізацій у виробництві зерна становить 93,6 %, картоплі — 11,1 %, овочів — 12,9 %.
За 2000-10 рр. кількість техніки в господарствах помітно скоротилася. Кількість тракторів знизилося з 72,9 тис. у 2000 р. до 47,3 тис. на початок 2011-го, кількість вантажних автомобілів — з 46,3 тис. до 25,1 тис., зернозбиральних комбайнів — з 17,1 тис. до 11,4 тис., силосу-і кормозбиральних комбайнів — з 7,2 тис. до 2,6 тис. Збільшилася кількість бурякозбиральних комбайнів і тракторних обприскувачів і запилювачів. Більшість сільськогосподарської техніки — власного виробництва (Мінський тракторний завод, Лідсельмаш, Гомсельмаш та інші). Щорічне виробництво тракторів за 2000-10 рр. зросла з 22 470 до 44 370, тракторів потужністю більше 100 к.с. — з 2617 до 9454, зернозбиральних комбайнів — з 445 до 2035. Значна частина нової техніки поставляється на експорт. У результаті зниження загальної кількості сільгосптехніки, забезпеченість угідь тракторами знизилася з 15 тракторів на 1000 га ріллі у 2000 р. до 10 в 2010 році.

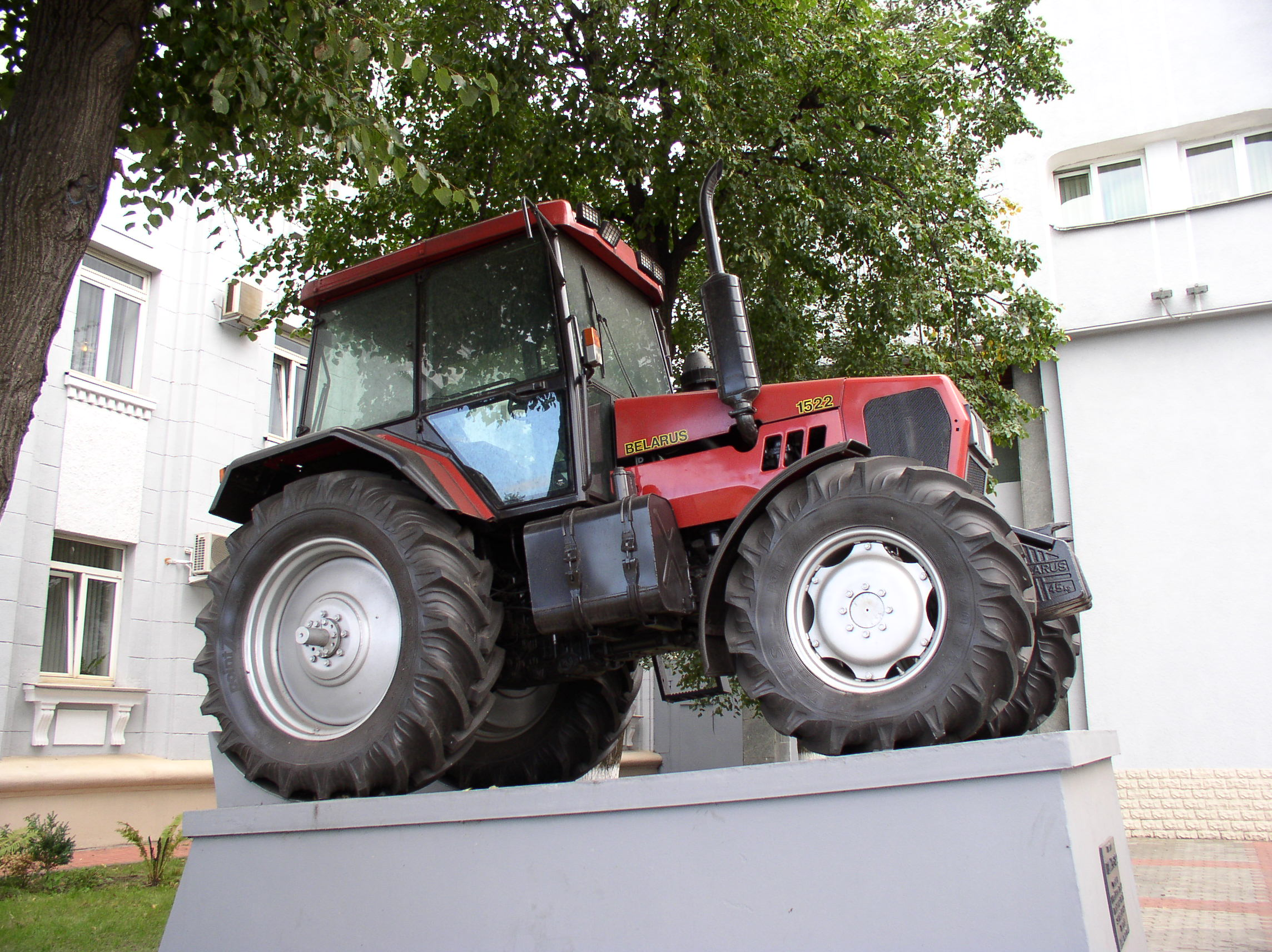
Трактор білоруського виробництва.

Велика частина використовуваних добрив — місцевого виробництва (найбільший виробник калійних добрив — «Білоруськалій», азотних — «Гродно Азот»). За 2000-10 рр. виробництво азотних добрив зросла з 597 до 761 тис. тонн, фосфорних — з 87 до 192 тис. тонн, калійних — з 3,4 до 5,2 млн тонн, вапнякового і доломітового борошна — з 1,5 до 1,9 млн тонн. Внесення мінеральних добрив під сільськогосподарські культури збільшилася за цей же період з 850 до 1323 тис. тонн, включаючи збільшення кількості азотних добрив з 270 до 463 тис. тонн, фосфорних з 119 до 230 тис. тонн, калійних з 462 до 630 тис. тонн. У розрахунку на один гектар орних земель приріст склав з 169 до 284 кг. Сукупна внесення органічних добрив збільшилася з 35,9 до 43,2 млн тонн.
Підготовкою фахівців у сфері сільського господарства займаються Білоруський державний аграрний технічний університет (Мінськ), Білоруська державна сільськогосподарська академія (місто Горки, Могилевська область) і Гродненський державний аграрний університет, підрозділи інших вузів, ряд спеціалізованих середніх спеціальних навчальних закладів.

## Статистичні показники
- Виробництво деяких видів сільськогосподарської продукції на душу населення[2]:

| Тип продукції | 1989 | 1995 | 2000 | 2005 | 2008 | 2009 | 2010 | 2011 |
| ------------- | ---- | ---- | ---- | ---- | ---- | ---- | ---- | ---- |
| Картопля      | 1082 | 932  | 871  | 837  | 904  | 737  | 825  | 815  |
| Зерно         | 720  | 540  | 485  | 657  | 931  | 881  | 737  | 884  |
| Овочі         | 87   | 101  | 138  | 205  | 237  | 239  | 246  | 209  |
| М'ясо         | 116  | 64   | 60   | 79   | 87   | 95   | 102  | 108  |
| Молоко        | 723  | 497  | 449  | 581  | 643  | 681  | 698  | 687  |
| Яйця (штук)   | 354  | 331  | 329  | 317  | 342  | 355  | 373  | 396  |

- Середня врожайність зернових, ц/га (дані Белстата и БСЭ[4]):

|  |

- Загальна посівна площа, тис. га[1]:

|  |

- Посівна площа за областями, тис. га:

|  |

- Посівна площа під різні культури (червоний — зернові, золотий — картопля, зелений — кормові, сірий — інші)[1]:

|  |

- Структура посівних площ (2010)[1]:

| Культура                | Тис. га |
| ----------------------- | ------- |
| Зернові та зернобобові: | 2580    |
| озимі зернові:          | 1131    |
| Жито                    | 352     |
| Озима пшениця           | 362     |
| Озимий тритікале        | 405     |
| Озимий ячмінь           | 12      |
| Ярові:                  | 1449    |
| Ярова пшениця           | 249     |
| Яровий тритікале        | 39      |
| Яровий ячмінь           | 679     |
| Овес                    | 184     |
| Кукурудза на зерно      | 113     |
| Гречиха                 | 31      |
| Зернобобові             | 140     |
| Інші зернові            | 14      |
| Технічні:               | 497     |
| Льон                    | 62      |
| Цукровий буряк          | 97      |
| Ріпак                   | 326     |
| Картопля                | 371     |
| Овочі                   | 86      |
| Кормові культури:       | 2066    |
| Однолітні трави         | 464     |
| Багатолітні трави       | 869     |
| Кукурудза на силос      | 699     |
| Кормові коренеплоди     | 34      |
| Всього                  | 5600    |